# Chris Clements
Chris Clements (Chatham-Kent, 9 de fevereiro de 1976) é um lutador canadense de artes marciais mistas.

## Carreira no MMA

### Início no MMA
Clements fez sua estreia profissional em junho de 2005. made his professional MMA debut in June 2005. Ele lutou principalmente no Canadá e acumulou um cartel de 10 vitórias e 4 derrotas antes de ingressar no Ultimate Fighting Championship.

### Ultimate Fighting Championship
Clements fez sua estreia no UFC contra [Keith Wisniewski]] em 21 de abril de 2012 no UFC 145. Ele venceu por decisão dividida.
Clements enfrentaria Siyar Bahadurzada em julho de 2012 no UFC 149, substituindo o lesionado Thiago Alves, porém, no dia 30 de junho, Siyar Bahadurzada foi forçado a se retirar da luta contra Chris. Bahadurzada foi substituído por Matthew Riddle. Clements perdeu a luta por finalização (triângulo de braço) no terceiro round. No entanto, em 20 de outubro de 2012, foi revelado que Riddle testou positivo para maconha em seu teste anti-doping e o resultado foi alterado para No Contest.
Clements enfrentou Stephen Thompson no UFC 165. Ele perdeu por nocaute no segundo round.
Clements enfrentou Vik Grujic em 7 de Novembro de 2014 no UFC Fight Night: Rockhold vs. Bisping e venceu por nocaute técnico no primeiro round.
Clements agora substituiu Cláudio Silva e enfrentou Nordine Taleb em 25 de Abril de 2015 no UFC 186. Ele foi derrotado por decisão unânime.

## Cartel no MMA
| Cartel no MMA   |             |            |
| 19 lutas        | 12 vitórias | 6 derrotas |
| Por nocaute     | 11          | 2          |
| Por finalização | 0           | 3          |
| Por decisão     | 1           | 1          |
| No contest      | 1           | 1          |

| Res.    | Cartel   | Oponente         | Método                         | Evento                                         | Data       | Round | Tempo | Local                       | Notas                                                                      |
| ------- | -------- | ---------------- | ------------------------------ | ---------------------------------------------- | ---------- | ----- | ----- | --------------------------- | -------------------------------------------------------------------------- |
| Derrota | 12-6 (1) | Nordine Taleb    | Decisão (unânime)              | UFC 186: Johnson vs. Horiguchi                 | 25/04/2015 | 3     | 5:00  | Montreal, Quebec            |                                                                            |
| Vitória | 12-5 (1) | Vik Grujic       | Nocaute Técnico (socos)        | UFC Fight Night: Rockhold vs. Bisping          | 07/11/2014 | 1     | 3:06  | Sydney                      |                                                                            |
| Derrota | 11–5 (1) | Stephen Thompson | Nocaute (socos)                | UFC 165: Jones vs. Gustafsson                  | 21/09/2013 | 2     | 1:27  | Toronto, Ontario            |                                                                            |
| NC      | 11–4 (1) | Matthew Riddle   | Sem Resultado (alterado)       | UFC 149: Faber vs. Barão                       | 21/07/2012 | 3     | 2:02  | Calgary, Alberta            | Originalmente derrota por finalização. Riddle falhou no teste anti-doping. |
| Vitória | 11–4     | Keith Wisniewski | Decisão (dividida)             | UFC 145: Jones vs. Evans                       | 21/04/2012 | 3     | 5:00  | Atlanta, Georgia            |                                                                            |
| Vitória | 10–4     | Rich Clementi    | Nocaute técnico (socos)        | Score Fighting Series 3: Clements vs. Clementi | 03/12/2011 | 3     | 3:17  | Sarnia, Ontario             |                                                                            |
| Vitória | 9–4      | Travis Briere    | Nocaute técnico (chute rodado) | PFC 1: Border Wars                             | 16/07/2011 | 2     | 0:31  | Windsor, Ontario            |                                                                            |
| Vitória | 8–4      | Jonathan Goulet  | Nocaute (socos)                | Ringside MMA: Payback                          | 12/11/2010 | 2     | 1:06  | Montreal, Quebec            |                                                                            |
| Vitória | 7–4      | Caleb Grummet    | Nocaute técnico (socos)        | XCC: Battle at the Border 10                   | 28/08/2010 | 2     | 1:42  | Algonac, Michigan           |                                                                            |
| Derrota | 6–4      | John Alessio     | Finalização (guilhotina)       | W-1 MMA 4: Bad Blood                           | 20/03/2010 | 1     | 4:24  | Montreal, Quebec            |                                                                            |
| Vitória | 6–3      | Mark Blackburn   | Nocaute técnico (socos)        | Ringside MMA 2: Rage Fighting                  | 22/08/2009 | 1     | 1:52  | Montreal, Quebec            |                                                                            |
| Derrota | 5–3      | Jesse Bongfeldt  | Finalização (mata-leão)        | TKO 30: Apocalypse                             | 28/09/2007 | 2     | 1:57  | Montreal, Quebec            |                                                                            |
| Derrota | 5–2      | Rory Markham     | Nocaute técnico (socos)        | International Fight League                     | 02/08/2007 | 1     | 1:17  | East Rutherford, New Jersey |                                                                            |
| Vitória | 5–1      | David Medd       | Nocaute técnico (socos)        | TKO 28: Inevitable                             | 09/02/2007 | 2     | 1:54  | Montreal, Quebec            |                                                                            |
| Vitória | 4–1      | Steve Pouliot    | Nocaute técnico (socos)        | TKO 27: Reincarnation                          | 29/09/2006 | 1     | 3:16  | Montreal, Quebec            |                                                                            |
| Vitória | 3–1      | Martin Grandmont | Nocaute técnico (socos)        | TKO 26: Heatwave                               | 30/06/2006 | 1     | 4:00  | Victoriaville, Quebec       |                                                                            |
| Vitória | 2–1      | Lautaro Tucas    | Nocaute (soco)                 | TKO 25: Confrontation                          | 05/05/2006 | 1     | 0:03  | Montreal, Quebec            |                                                                            |
| Derrota | 1–1      | Joey Guel        | Finalização (mata-leão)        | Extreme Challenge 63                           | 23/07/2005 | 3     | 0:56  | Hayward, Wisconsin          |                                                                            |
| Vitória | 1–0      | Brad Calder      | Nocaute técnico (socos)        | UCW 2: Caged Inferno                           | 18/06/2005 | 1     | 1:40  | Winnipeg, Manitoba          |                                                                            |